# Thomas Pfisterer

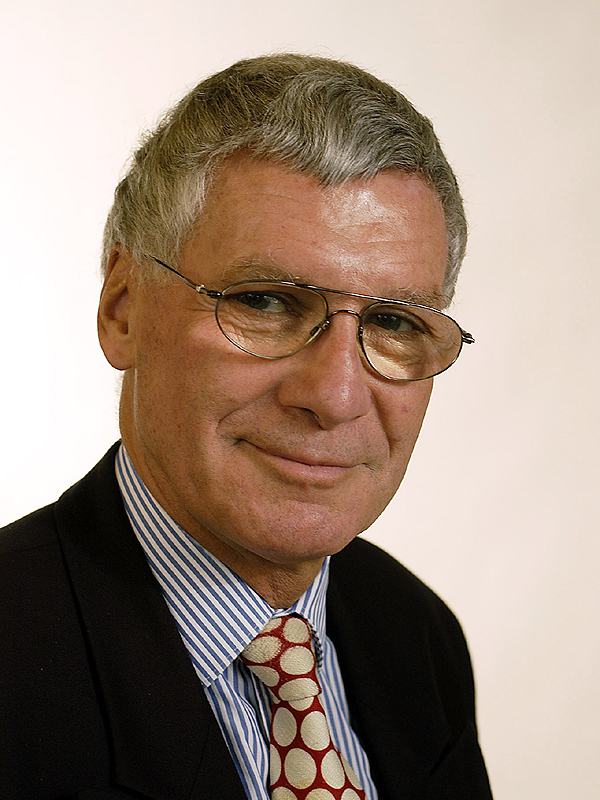
Thomas Pfisterer

Thomas Pfisterer (* 7. Mai 1941 in Aarau) ist ein Schweizerer Jurist und Politiker der Freisinnig-Demokratischen Partei der Schweiz (FDP).

## Biografie
Pfisterer studierte Recht an den Universitäten von Basel, Bern und Yale (USA). Er erwarb das Anwaltspatent des Kantons Aargau, die Titel des Dr. iur. der Universität Bern und des Masters of Law der Universität Yale.
Von 1965 bis 1991 war er für die Judikative tätig, zuerst als Gerichtsschreiber, dann als Verwaltungsrichter und Verwaltungsgerichtspräsident im Kanton Aargau. Von 1979 bis 1985 war er nebenamtliches Mitglied, von 1986 bis 1991 vollamtliches Mitglied des Bundesgerichts (I. Öffentlichrechtliche Abteilung).
Von 1971 bis 2007 (mit Unterbrechungen) war er in der Lehre tätig, zuerst an der HTL (heute Fachhochschule) Brugg-Windisch, ab 1978 an der Universität St. Gallen, wo er sich habilitierte und Titularprofessor für Staats- und Verwaltungsrecht wurde.
Von 2000 bis 2016 war er als Rechtsanwalt und Experte in der Anwaltskanzlei Voser in Baden tätig.
2015 verlieh ihm die Vetsuisse-Fakultät der Universität Zürich die Würde eines Doktors ehrenhalber in Anerkennung seiner grossen Verdienste für die Erhaltung des vom Aussterben bedrohten Przewalski-Pferdes.
In der Schweizer Armee war Pfisterer Infanterist und stieg bis zum Grad eines Obersten im Generalstab auf. 
Er wohnt in Aarau, ist verheiratet und hat drei Söhne.

## Politik
Pfisterer ist Mitglied der Freisinnig-Demokratischen Partei der Schweiz (FDP). Von 1973 bis 1980 war er Mitglied des Verfassungsrates des Kantons Aargau. Am 2. Dezember 1990 wurde er als Mitglied des fünfköpfigen Regierungsrates des Kantons Aargau gewählt. 1994/1995 und 1999/2000 präsidierte er diesen als Landammann. 
Nach seiner Wahl als Mitglied des Ständerates am 28. November 1999 (Amtsantritt 6. Dezember 1999) trat er aus der Aargauer Regierung zurück. Nach zwei Amtsdauern trat er 2007 aus dem Ständerat zurück. Seine inhaltlichen Schwerpunkte setzte er im Staatsrecht und in der Umwelt-, Raumplanungs- und Verkehrspolitik. Er war Präsident der Kommission für Verkehrs- und Fernmeldewesen und der NEAT-Aufsichtsdelegation sowie Mitglied der Finanzkommission und der Kommission für Rechtsfragen.

## Schriften (Auswahl)
- Das Recht der Abwasserzweckverbände. Bern/Aarau 1969 (Diss. iur.).
- Die Kantone mit dem Bund in der EU-Zusammenarbeit. Art. 54 Abs. 3, 55 und 56 BV und deren Anwendung auf die bilateralen Verträge. Dike, Zürich/St. Gallen 2014, ISBN 978-3-03751-660-7.
- mit Arnold Koller, Daniel Thürer, Bernard Dafflon, Bernhard Ehrenzeller, Bernhard Waldmann: Principles of Federalism: Guidelines for Good Federal Practices – A Swiss Contribution. Dike, Zürich/St. Gallen 2012, ISBN 978-3-03751-425-2.
- Ein Plus für die Demokratie. Minimalstandard für die Mitsprache von Parlament und Volk beim Rahmenabkommen oder bei weiteren Verträgen mit der EU. EIZ Publishing, Zürich 2021, ISBN 978-3-03805-389-7 (eizpublishing.ch).